# Péninsule de Baldwin
La péninsule de Baldwin, en anglais Baldwin Peninsula, est une péninsule située sur le cercle Arctique dans la région nord-ouest de l'Alaska, aux États-Unis. Large de 2 à 19 kilomètres, elle s'avance sur 72 kilomètres dans le golfe de Kotzebue.
La ville de Kotzebue est située à son extrémité.